# Monastère de Strmac
Le monastère de Strmac (en serbe cyrillique : Манастир Стрмац ; en serbe latin : Manastir Strmac) est un monastère orthodoxe serbe situé à Batote, dans le district de Rasina et dans la municipalité de Brus en Serbie.

## Présentation
Le monastère est construit sur les fondations d'un ancien établissement monastique remontant à 1313 et détruit par les Ottomans. L'église dédiée à saint Joachim et à sainte Anne a été construite en 1680 ; cette église est une église en bois. Depuis 1949, le monastère abrite une communauté de moines.